# Karl Krejci-Graf
Karl Krejci-Graf (* 15. April 1898 in Gmünd, Niederösterreich; † 8. August 1986 in Frankfurt am Main) war ein österreichischer Geowissenschaftler, Geologe und Paläontologe.

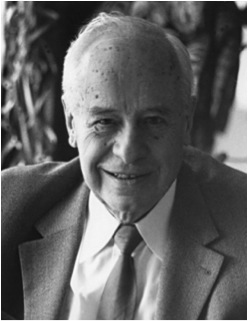
Karl Krejci-Graf

## Leben und Werk
Karl Krejci wurde am 15. April 1898 als Sohn von Anton Krejci, Stadt- und Bahnarzt, und seiner Ehefrau Emilie, geb. Graf in Gmünd, Niederösterreich, geboren. Den Doppelnamen Krejci-Graf wählte er später, um Namenskollisionen mit anderen Autoren zu vermeiden. Nach dem Besuch der Volksschule in Gmünd kam er auf das humanistische Gymnasium des Zisterzienserordens in Budweis (heute Ceské Budojovice/Tschechische Republik), das er wegen Beteiligung an der „Los von Rom“-Bewegung 1914 verlassen musste. Danach besuchte er bis 1915 das Gymnasium in Krems.

### Erster Weltkrieg
Im Mai 1915 meldete er sich – noch vor der Matura – als Kriegsfreiwilliger. Er kam in das k.u.k. IR 49; im Dezember 1918, also mit 20 Jahren, wurde er als Leutnant der Reserve abgemustert. Zwischendurch hatte er 1916 seine Reifeprüfung in Budweis abgelegt. Er war je zwei Jahre an der russischen und an der italienischen Front im Einsatz, wurde schwer verwundet und erlebte beim Rückzug der österreichischen Truppen Giftgaseinsatz. Diese Kriegserlebnisse, das Sterben von Kameraden unmittelbar neben sich, aber auch das Erschießen gegnerischer Soldaten an der Front hinterließen hinter scheinbarer Gleichmütigkeit eine tiefe Verstörung im persönlichen Bereich.
Er wurde vielfach ausgezeichnet, unter anderem mit der goldenen Tapferkeitsmedaille.
Von April bis Mai 1919 war er in der Leobener Akademischen Legion, einem aus der deutschnationalistischen Burschenschaft Cruxia hervorgegangenem Freicorps. 1919 begann er an der Montanistischen Hochschule Leoben zu studieren, von wo ihn Wilhelm Petrascheck wegen seines bevorzugten Interesses an der Geologie an die Universität Wien weiterempfahl, wo er bei Franz Eduard Suess studierte. Ein finnisches Stipendium führte ihn anschließend zur Schwedischen Akademie in Åbo/Turku (Finnland) von 1920–21. 1921 wechselte er an die Universität Berlin, wo er Ende 1922 die fünf Jahre jüngere evangelische Pfarrerstochter Hanna Hoppe heiratete, die ihm viele Jahre als Sekretärin beim Schreiben und Zeichnen seiner Publikationen eine wichtige Hilfe war. Sie bekamen fünf Kinder miteinander. 1923 promovierte er in Wien zum Dr. phil. (Dissertation über norddeutsche Miozän-Korallen). Später wurde er zum Mitglied der Deutschen Geologischen Gesellschaft in Berlin ernannt.
Das Ehepaar ging 1923 nach Rumänien, wo Krejci bis Jänner 1930 bei der großen rumänischen Erdölgesellschaft Steaua Romana in Cậmpina, in der Nähe der Ölfelder von Ploiești, arbeitete und 1924 Leiter der Feldabteilung wurde. Seit 1927 war er Mitglied der Senckenbergischen Naturforschenden Gesellschaft. Über Jahrzehnte arbeitete er eng mit dem Senckenberg-Museum zusammen.
Von Februar 1930 bis Juni 1933 war Krejci als Nachfolger des verstorbenen Otto Jaekel Professor für Paläontologie und Lagerstättenkunde an der Sun-Yat-sen-Universität in Guangdong Kanton/China, einer der drei nationalen Universitäten. In dieser Zeit unternahm er von Mai bis Dezember 1930 eine Expedition nach Chinesisch-Osttibet. Krejci war auch Mitglied des Geological Survey of Liang Kwang.
1933 reiste er über Japan, Hawaii und Nordamerika zurück. Von Juni bis Dezember 1935 war er auf Erzsuche in Kwantung (Südchina) für die Südwest-Regierung (Southwestern Council) in Kanton/China. Mai 1936 beendete er seine Habilitation in Berlin an der Technischen Hochschule Berlin, Fakultät für Bergbau und Hüttenwesen, mit der Habilitationsschrift Ölgeologie als Grundlage einer methodischen Lagerstättensuche. Ein weiteres Mal war Krejci von Juni 1936 bis April 1937 auf Erz- und Kohlensuche für die Zentralregierung in China (Lagerstättenbegutachtung; Bergbauberater). Er wurde Mitglied der National Resources Commission der Zentralregierung in Nanking/Nanjing und Member of the Geological Survey of Kwangtung & Kwangsi/Kongsi.
Im Frühjahr 1937 kehrte er vor dem Hintergrund des Ausbruchs des Zweiten Japanisch-Chinesischer Krieg nach Deutschland zurück und arbeitete nun erstmals für die Preussag. zunächst übergangsweise als Erdölgeologe.
Im August 1937 wurde er als Nachfolger von Otto Stutzer als Professor an die Bergakademie Freiberg in Sachsen berufen und zum Direktor des dortigen Instituts für Brennstoffgeologie ernannt. 1938 wurde er zum ordentlichen Professor ernannt. Er hat sich damals die Beibehaltung der österreichischen Staatsbürgerschaft ausbedungen. Diese behielt er auch bei, als er 1953 die deutsche Staatsangehörigkeit anlässlich seiner Professur in Frankfurt/Main bekam. Er brachte seine wertvollen Sammlungen in das Institut im Schloss Freudenstein (Sachsen) mit und machte sie der Öffentlichkeit zugänglich. Er war ein engagierter und fähiger Lehrer ohne alle nationalistischen oder rassistischen Vorbehalte, der auch ausländische Studenten, darunter mehrere Chinesen, angezogen hat, Theorie und Praxis waren für ihn in Forschung und Lehre untrennbar miteinander verbunden.

### Im Nationalsozialismus
Karl Krejci-Graf trat zum 20. April 1939 als SS-Hauptsturmführer in die SS ein (SS-Nummer 323.770). Seine Mitgliedschaft versuchte er in der Nachkriegszeit als spontanes „Geschenk“ seines Vorgesetzten, des SS-Obergruppenführers Wilhelm Keppler, darzustellen.
1938 wurde er mit der Errichtung eines Instituts für Geochemie in Berlin beauftragt; die Arbeiten endeten mit Beginn des Krieges. Krejci war Mitglied des Beirats des Reichserdölinstituts in Hannover (Teil des Reichsamtes für Bodenforschung in Berlin).
Als Mitarbeiter des Reichsamtes für Bodenforschung, dessen Präsident SS-Obergruppenführer Staatssekretär Wilhelm Keppler war, betreute er im Rahmen des Vierjahresplans des Büros Keppler das Arbeitsgebiet Erdöl (Geologenarchiv Freiburg/Br. 20864). Ab Frühjahr 1939 wurde er in Freiberg beurlaubt und arbeitete in Rumänien für ein deutsches Konsortium, die Kontinentale Öl-AG. Sein Vertreter an der Bergakademie Freiberg war Karl Alfons Jurasky. Im Februar 1940 wurde er zur „Dienstleistung bei der Reichsteile für Bodenforschung zur Leitung der geologischen Arbeiten für das Deutsche Reich in Rumänien abgeordnet“. Ab Mai 1941 bis 1944 war er „Beratender Erdölgeologe“ der Kontinentalen Öl-AG.
Nach dem Rückzug der deutschen Armee wollte er die Ölfelder geordnet übergeben, wurde im März 1944 von den einmarschierenden Russen gefangen genommen und bis Januar 1946 zusammen mit Rudolf Richter im Lager Ghencea bei Bukarest interniert (Erlend Martini).
Als Österreicher wurde er von den Russen nach Wien entlassen. Dort nahmen ihn im März 1946 die Amerikaner fest und hielten ihn bis Juli 1947 im Internierungslager Glasenbach bei Salzburg gefangen, obwohl namhafte Wissenschaftler wie Rudolf Richter, Ordinarius und Leiter des Geologisch-Paläontologischen Instituts in Frankfurt/Main als Vize-Präsident der Internationalen Union für Paläontologie, sowie Alfred Bentz, Direktor des Niedersächsischen Landesamtes für Bodenforschung und Victor Mordechai Goldschmidt, Geologisk Museum Oslo, bezeugten, dass er kein Nationalsozialist war und seine „vorbildliche humanitäre Gesinnung“ hervorhoben (Richter).
Von Juli 1947 bis Dezember 1950 war er Obergeologe und Leiter des wissenschaftlichen Dienstes der Sowjetischen Mineralölverwaltung in Wien. Er arbeitete vor allem im nördlichen Wiener Becken. Aus dieser Zeit stammen wichtige geochemische Untersuchungen über Lagerstättenwässer, die in Zusammenarbeit mit Friedrich Hecht entstanden. Durch die Verbindung von dynamischer, stratigraphischer und regionaler Geologie, Paläontologie, Mineralogie, Lagerstättenkunde und Geochemie gelang es ihm, moderne Anschauungen über die Entstehung von Erdöl zu entwickeln.
1951 ging er im Auftrag einer schwedischen Firma nach Portugal und arbeitete dort von April 1951 bis Juli 1953 als Chefgeologe und technischer Vizedirektor der Companhia dos Petroleos de Portugal in Lissabon. In den Jahren 1953 bis 1955 machte er mehrere Forschungsfahrten auf die Azoren, die Kapverden und nach Madeira und publizierte über ihren Vulkanismus. 1952 wurde er Kurator des Kaiser Wilhelm Instituts für Hydrobiologie in Plön/Holstein.
Im September 1953 wurde er Nachfolger von Rudolf Richter und Direktor des Geologisch-Paläontologischen Instituts der Universität Frankfurt/Main. 1957/58 war er Dekan der naturwissenschaftlichen Fakultät. 1963 wurde er mit 65 Jahren emeritiert, hatte aber bis zu seinem Tode einen Raum in „seinem Institut“, in dem er weiterhin täglich arbeitete.

## Ehrungen
- Carl-Engler-Medaille der Deutschen Gesellschaft für Mineralölwissenschaft und Kohlechemie „in Würdigung seiner außerordentlichen Verdienste auf dem Gebiet der erdölgeologischen Grundlagenforschung“ 1. Oktober 1960[7]
- Hans-Stille-Medaille der Deutschen Gesellschaft für Geowissenschaften 1964[8]
- Ehrenmitgliedschaft der Österreichischen Gesellschaft für Erdölwissenschaften 1969
- Goldenes Dr.-Diplom der Universität Wien 25. Mai 1973
- Gedenkmedaille anlässlich des Jubiläums „50 Jahre Erdöl in Österreich“ des Fachverbands der Erdölindustrie Österreichs und der Österreichischen Gesellschaft für Erdölwissenschaften Juni 1980.
- Verleihung des Dr. der Montanistischen Wissenschaften der Montanuniversität Leoben ehrenhalber Dezember 1980[9]
- Cretzschmar-Medaille der Senckenbergischen Naturforschenden Gesellschaft 1982.

Nach ihm wurde ein in Südrumänien entdecktes Fossil, eine jung-tertiäre Landschnecke, Cepaea krejcii Wenz, und ein 6095 m hoher Berg in Nord-Tibet benannt, der Krejci-Graf-Peak. Im Jahr 1967 wurde ein weiteres Fossil nach ihm benannt, das Anomoiodon krejcii.  Seine Geburtsstadt Gmünd benannte nach ihm posthum die Prof. Krejci-Graf-Straße.

## Veröffentlichungen
Insgesamt verfasste Krejci-Graf mehr als 200 wissenschaftliche Aufsätze und Bücher aus dem Gesamtgebiet der Geologie, der Tektonik, Stratigraphie, Sediment-Petrographie und Geochemie, die ihn international bekannt machten:
- 1929: Die rumänischen Erdöllagerstätten. In: Schriften aus dem Gebiet der Brennstoff-Geologie. Band 1.
- 1930: Geochemie der Erdöllagerstätten, erläutert an den rumänischen Vorkommen. In: Abhandlungen zur praktischen Geologie und Bergwirtschaftslehre. Band 20.
- 1930: Grundfragen der Ölgeologie. In: Schriften aus dem Gebiet der Brennstoff-Geologie. Heft 4. F. Enke, Stuttgart (Russische Übersetzung: Крейчи – Граф К. Основные вопросы нефтяной геологии. Пер.с нем. М. – Л. – Грозный – Новосибирск. ОНТИ. Главная редакция горно – топливной лит-ры. 1934г. 264 с., рис. Твердый переплет. Обычный формат. Разворачивающиеся вклейки, рисунки, таблицы. Redaktion: N.B.Wassojewitsch).
- 1935: Die Salsen von Beciu-Berca (Rumänien). In: Geologische Charakterbilder. Heft 40. Borntraeger, Berlin.
- 1936: Die Gesteine der rumänischen Erdölgebiete in lithogenetischer und ölgeologischer Beleuchtung. In: Archiv für Lagerstättenforschung. Heft 62.
- 1956: Erdöl: Naturgeschichte eines Rohstoffes. In: Verständliche Wissenschaft. Band 28. Springer-Verlag, Berlin, Göttingen, Heidelberg (2. umgearbeitete Auflage 1956).
- 1956: Vulkanologische Beobachtungen auf den Azoren. In: Frankfurter geographische Hefte. Jahrgang 30.
- 1961: Проблемы нефтяной геологии в освещении зарубежных ученых. 1. М., Гостоптехиздат, 1961г. 230 с., илл. Твердый переплет. Обычный формат. Много иллюстраций. (Diagnostik der Erdölentstehung. In: Probleme der Erdölgeologie im Lichte ausländischer Wissenschaftler). Gostoptechizdat, Leningrad.
- 1966: Geochemische Faziesdiagnostik. In: Freiberger Forschungshefte. Band 224.
- 1978: Data on the geochemistry of oil field waters. In: Geologisches Jahrbuch (= D). Band 25.
- 1978: Organische Ablagerungen in Seen. In: Kurier Forschungsinstitut Senckenberg. Band 26.

Sein geplantes umfassendes Werk über Erdöl konnte gegen Ende seines Lebens aus verlagstechnischen Gründen nicht herausgebracht werden. Das einschlägige Material vermachte er testamentarisch der Montanuniversität Leoben. Es wird dort am Lehrstuhl für Angewandte Geophysik und im Archiv der Universitätsbibliothek aufbewahrt.